# Peronella peronii
Peronella peronii is een zee-egel uit de familie Laganidae.
De wetenschappelijke naam van de soort werd in 1841 gepubliceerd door Louis Agassiz.